# Stendhalov sindrom
Stendhalov sindrom ali firenški sindrom je psihosomatsko stanje, ki vključuje hitro bitje srca, omedlevico, zmedenost in celo halucinacije, ki se domnevno pojavljajo, ko so posamezniki preveč izpostavljeni predmetom ali pojavom velike lepote.

## Zgodovina
Stiska je poimenovana po francoskem avtorju iz 19. stoletja Stendhalu (psevdonim Marie-Henri Beyle), ki je svojo izkušnjo s pojavom opisal med obiskom Firenc leta 1817 v svoji knjigi Neapelj in Firence: Potovanje iz Milana v Reggio. Ko je obiskal baziliko Santa Croce, kjer so pokopani Niccolò Machiavelli, Michelangelo in Galileo Galilei, ga je premagalo globoko čustvovanje. Stendhal je napisal:
Bil sem v nekakšni ekstazi, od ideje, da sem v Firencah, blizu velikih mož, katerih grobnice sem videl. Potopljen v razmišljanje o vzvišeni lepoti ... Dosegel sem točko, ko človek naleti na nebeške občutke ... Vse je tako živo govorilo moji duši. Ah, če bi le lahko pozabil. Srce mi je razbijalo, čemur v Berlinu pravijo 'živčnost'. Življenje je izteklo iz mene. Hodil sem s strahom pred padcem.
Čeprav psihologi že dolgo razpravljajo o tem, ali obstaja Stendhalov sindrom, so očitni učinki na nekatere posameznike dovolj hudi, da lahko zahtevajo zdravniško pomoč. Osebje v firenški bolnišnici Santa Maria Nuova je navajeno na turiste, ki trpijo zaradi vrtoglavih urokov ali dezorientacije po ogledu kipa Davida, umetniških del galerije Uffizi in drugih zgodovinskih relikvij toskanskega mesta.
Čeprav je med florentinskimi umetnostmi veliko poročil o ljudeh, ki so se zmenili od začetka 19. stoletja dalje, je bil sindrom poimenovan šele leta 1979; ko ga je opisala italijanska psihiatrinja Graziella Magherini, ki je opazila več kot sto podobnih primerov med turisti v Firencah. Ni znanstvenih dokazov, ki bi opredelili Stendhalov sindrom kot specifično psihiatrično motnjo, vendar obstajajo dokazi, da se ista možganska območja, vključena v čustvene odzive, aktivirajo med izpostavljenostjo umetnosti. Sindrom ni naveden kot prepoznano stanje v Diagnostičnem in statističnem priročniku duševnih motenj.